# 维拉尔勒特罗瓦尔
维拉尔勒特罗瓦尔（法語：Villars-le-Terroir）是瑞士联邦西部法语区的沃州下设的一个镇。在行政上属于沃州格罗区管辖。维拉尔勒特罗瓦尔的总面积为7.09平方公里。截至2010年底，总人口为784。